# Syldavia
Syldavia (en syldavo, Zyldavja) es un reino imaginario que aparece en la serie de historietas Las aventuras de Tintín, del dibujante y guionista belga Hergé. Este país aparece en 5 títulos: El cetro de Ottokar, Objetivo: la Luna, Aterrizaje en la Luna, El asunto Tornasol y Tintín y el lago de los tiburones.
Según el libro de Harry Thompson de 2011 Tintin: Hergé and Its Creation, Syldavia «era una representación idealizada de la Europa central de entreguerras: una monarquía benevolente, una vida pacífica en las aldeas, campesinos robustos que fumaban grandes pipas».
Hergé afirmó que el país está fuertemente inspirado en los países del mundo real de Albania y Montenegro, y también puede estar basado en naciones balcánicas más grandes como Serbia, Rumanía y Bulgaria.

## Geografía
Syldavia, llamada también «el Reino del Pelícano Negro», es una monarquía que tiene, la primera vez que Tintín lo visita, 642.000 habitantes. El país lo conforman dos grandes valles por los cuales discurren dos ríos (el río Vladir y su afluente, el Moltus) que se encuentran en Klow, la capital (122.000 habitantes). El relieve es muy accidentado, y una buena parte del territorio lo ocupa el macizo montañoso de Zmylpathes, rico en uranio, razón por la cual se construye en él la estación espacial que llevará a los protagonistas de la serie a la Luna. Una de las cumbres de dicho macizo es el Zstopnohle.
El paisaje montañoso en el que el periodista persigue el cetro, entre Syldavia y Borduria, es similar al de los Alpes dináricos, un macizo kárstico de los Balcanes occidentales. De hecho, la zona que rodea el lago Shkodër, en la frontera entre Albania y Montenegro, alberga un Parque Nacional con numerosas especies animales, entre ellas el emblemático pelícano ceñudo.
También cuenta con una línea costera, con las ciudades portuarias de Dbrnouk, en la costa sur, y Douma, que tiene un servicio regular de hidroaviones a Marsella.
Una de las fronteras que comparten los dos países es el embalse de Flachizjhaf, que también es el escondite del bandolero Rastapopoulos en Tintín y el lago de los tiburones. El nombre de este lago se inspiró en la expresión Jef! de flech'is af (Jef, la flecha ha caído), muy conocida en la época de Hergé y procedente del mundo de los tranvías, que significaba que la flecha (el medio de captar la corriente de tracción del tranvía) se había caído del cable.
Existen numerosos balnearios de aguas termales y sulfurosas. Los centros principales de esta actividad son Klow (enfermedades cardíacas) y Kragoniendin (dolencias reumáticas). Otras ciudades del país son Istow, a 55,9 km de Klowh, Sbrodj, situada en el macizo de Zmyhlpathes y sede del centro espacial, Tesznik, a 85,8 km de Klowh, Zlip, Foghelpick, antiguo pueblo fronterizo con Borduria, evacuado y engullido cuando se creó la presa de Flachizjhaf, y el pueblo de Niedzdrow, situado en el valle del Wladir.
La tierra es fértil, lo que favorece el cultivo de trigo, y rica en agua, siendo el agua mineral la bebida nacional y primer producto en su comercio exterior. El país también produce una variedad de vino tinto, el szprädj. Aparte de esto, Syldavia exporta caballos, trigo, madera y violines. La moneda del país es el khôr y la compañía aérea Syldair.

## Idioma syldavo
A pesar de la aparente cultura eslava del país, el idioma es germánico, aunque se escribe tanto con caracteres cirílicos como latinos, a la par que el serbio. Esto es así porque Hergé inventó la lengua syldava basándose en el dialecto del neerlandés hablado en el barrio Les Marolles de Bruselas, mezclado con palabras francesas y de otras lenguas y fusionando y añadiendo letras a las palabras para despistar a los lectores.
El autor intentó darle un aspecto eslavo, utilizando terminaciones que recordaban al polaco o al ruso, como los sufijos -sz, -cz, -itsch o -ow.
El idioma inventado por Hergé tiene por ello bastante coherencia, y de su análisis se deduce que el lema nacional syldavo, Eih bennek, eih blavek, significa literalmente «aquí estoy y aquí me quedo» (Hier ben ik, hier blijf ik en neerlandés) y no «quien con él se roza, en él se pincha», que es la traducción que da el folleto turístico que Tintín hojea en el avión que le lleva a Syldavia por primera vez.

## Historia

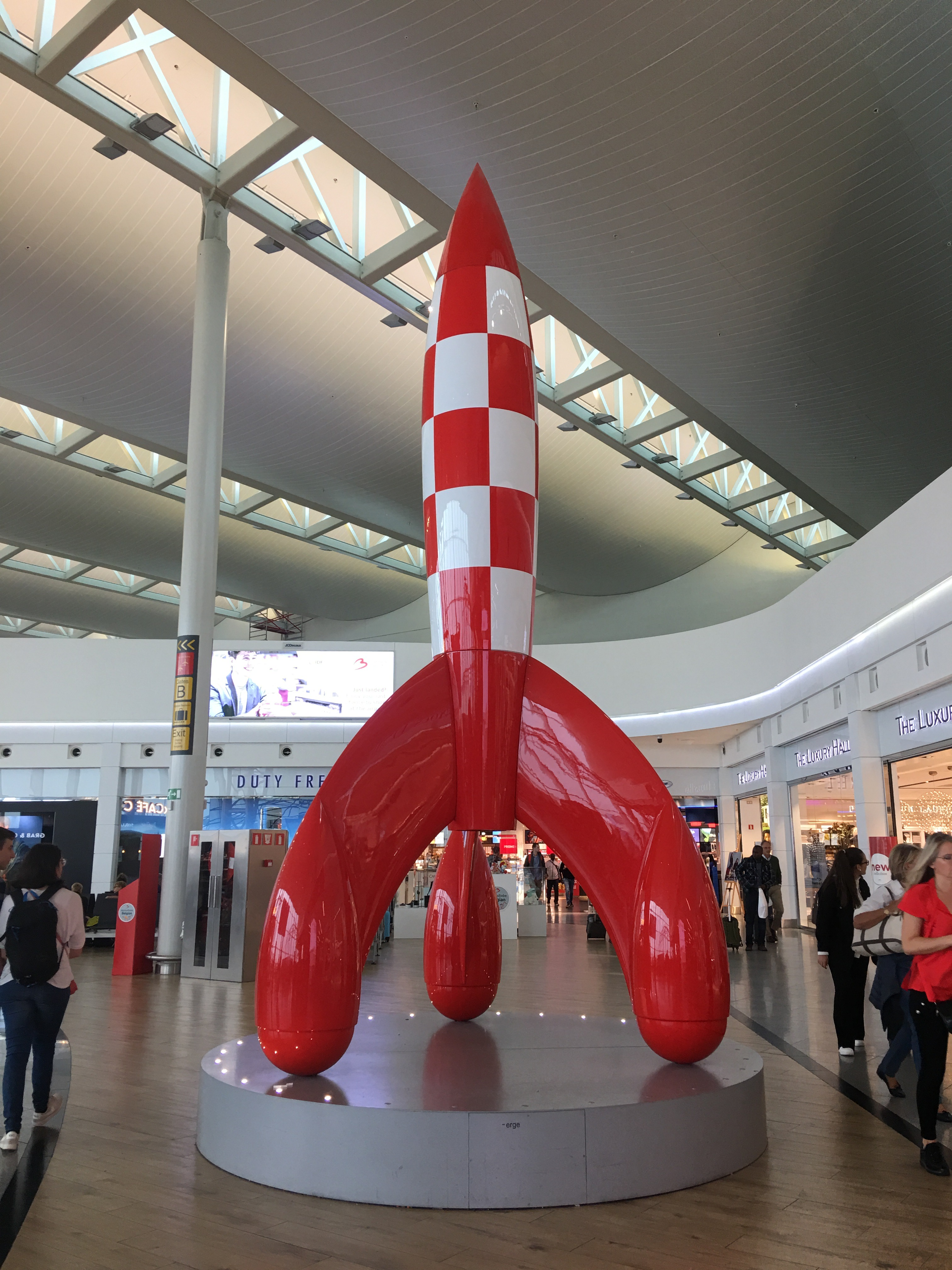
Un modelo del cohete lunar X-FLR 6 en el Aeropuerto de Bruselas

Syldavia estuvo poblada por tribus nómadas de origen desconocido hasta el siglo VI, cuando fue conquistada por los eslavos. En el siglo X, su territorio fue invadido por los turcos, que hicieron retroceder a los eslavos a las montañas y ocuparon la llanura. En 1127, el líder eslavo Hveghi encabezó una revuelta: al frente de una tropa de voluntarios, tomó aldeas turcas aisladas antes de hacerse con el control de gran parte del territorio de Syldavia. Sus tropas derrotaron al ejército turco en la batalla de Zileheroum, la capital.
Hveghi fue entonces elegido rey con el nombre de Muskar. Tras rebautizar la capital con el nombre de Klow, aseguró un periodo de paz y prosperidad para su país hasta su muerte en 1168. Su hijo mayor le sucedió como Muskar II, pero su poder se debilitó. Invadida de nuevo, Syldavia fue anexionada por Borduria en 1195.
En 1275, el barón Almaszut expulsó a los ocupantes y se convirtió en rey dos años más tarde con el nombre de Ottokar I, pero los señores que le habían ayudado en su reconquista le obligaron a concederles una carta copiada de la Carta Magna de Juan sin tierra: fue el inicio del feudalismo en Syldavia. Tras su muerte en 1298, sus sucesores no pudieron impedir que los señores reforzaran su poder y fortificaran sus castillos. No fue hasta el reinado de Ottokar IV, que subió al trono en 1360, cuando el país estuvo verdaderamente unificado. Durante un conflicto con el barón Staszrvich, que reclamaba el trono, el rey golpeó a su rival con su cetro. Entonces declaró que, a partir de ese día, el monarca tendría que presentarse ante la multitud cada año, portando su cetro, en el día de San Wladimiro.
En la década de 1930, el rey Muskar XII, descendiente de Ottokar IV, fue puesto en una situación difícil por Müsstler, líder del partido «Guardia de Acero», que organizó un complot para robar el cetro y obligar al rey a abdicar, allanando así el camino para la anexión del país a Borduria. Con el apoyo de Tintín, el complot es finalmente frustrado.
En la segunda mitad del siglo XX, el gobierno de Syldavia inicia la construcción de un centro de investigación atómica en Sbrodj, tras el descubrimiento de un rico yacimiento de uranio en el macizo de Zmyhlpathes, desde donde se lanza el cohete lunar X-FLR 6 diseñado y pilotado por el profesor Tornasol.

## Cultura y tradiciones
Una tradición establece que, para conservar su trono, el rey debe aparecer en público mostrando el cetro en las celebraciones de la fiesta nacional del día de San Wladimiro. Dicho cetro, llamado el Cetro de Ottokar IV, perteneciente a las joyas de la corona syldava, se halla en el Castillo de Kropow, antigua residencia de los reyes syldavos situada a las afueras de Klow.
La cocina syldava está relacionada generalmente con la comida del centro y este de Europa. Podemos ver en el restaurante al que acude Tintín blini, hierbas y muchos salchichones. Un elemento importante es el hecho de que el país es generalmente poco aficionado a las bebidas alcohólicas para desesperación del Capitán Haddock. Se menciona que el plato principal del país es el szlaszeck, la pata trasera de un perro en salsa picante (posiblemente se trate de una broma del dueño del restaurante y en realidad sea cordero). El szlaszeck que toma Tintín aparece con una guarnición de champiñones y ensalada.
La blouchtika es una danza tradicional syldava, popularizada en el largometraje de animación Tintín y el lago de los tiburones.

## Syldavia en Las aventuras de Tintín
La primera visita de Tintín a Syldavia se narra en El cetro de Ottokar. Borduria intenta anexionarse Syldavia y para ello trama un complot dirigido a hacer desaparecer el cetro, para que así el rey Muskar XII no pueda mostrarlo el día de san Wladimiro y pierda el trono. La obra está escrita en 1939, pocos meses después de que Alemania se anexionara Austria. Müsstler (nombre que recuerda a Mussolini y Hitler, o a Oswald Mosley y Anton Mussert) es el jefe de la conspiración y líder del partido Guardia de Acero, así como de su brazo armado, el Zyldav Zentral Revolutzionär Komitzät (ZZRK; Comité Central Revolucionario Syldavo). Otro de los miembros del complot es el ayudante de campo del rey, el coronel Boris.
En esta aventura Tintín se encuentra por primera vez con la cantante Bianca Castafiore, que se convertirá en un personaje recurrente de la serie.
Tintín volverá a Syldavia en Objetivo: la Luna (1953), acompañado por el capitán Haddock para participar en el programa espacial de vuelo tripulado a la Luna emprendido por las autoridades syldavas y del que el profesor Silvestre Tornasol es uno de sus más insignes técnicos. Tanto en este álbum como en el que continúa la aventura, Aterrizaje en la Luna (1954), solo vemos de Syldavia las montañas del macizo de Zmylpathes en el que se encuentra la estación espacial. El coronel Boris guarda un amargo rencor a Tintín (que consigue desenmascararle en El cetro de Ottokar) y regresa en Objetivo: la Luna bajo el nombre de coronel Jorgen, consiguiendo embarcar secretamente en el cohete lunar para secuestrar a sus ocupantes, con la ayuda del ingeniero Frank Wolff.
En El asunto Tornasol (1956), Syldavia y Borduria se enzarzan en una carrera sin cuartel para raptar al profesor Tornasol y apoderarse de los planos del artefacto que ha diseñado. Temiendo por la seguridad de su amigo, Tintín y el capitán Haddock siguen su rastro primero hasta Suiza y luego hasta Borduria, donde finalmente consiguen, con la ayuda de Bianca Castafiore, liberar al profesor.
En Tintín y el lago de los tiburones (1972) gran parte de la acción se desarrolla también en el Reino de Syldavia.

## Legado
Existe una canción del grupo español La Unión titulada Sildavia, sobre este país de ficción.
En 2024 el escritor español Arturo Pérez-Reverte fue nombrado cónsul en Cartagena de Syldavia, uniéndose a una red consular ficticia del reino de Syldavia, que cuenta en España con once consulados. El actor español Antonio Resines es el cónsul del reino de dicha red en Cantabria. La cancillería cuenta con sesenta representantes en 13 países de todo el mundo y está asociada a la agrupación Les Amis de Hergé.